# かたあしだちょうのエルフ
『かたあしだちょうのエルフ』は、小野木学作・画の絵本。ポプラ社刊。1971年度青少年読書感想文全国コンクール課題図書。
作者はあとがきで、草原に生えるバオバブの木の写真よりインスピレーションを得てこの物語を作ったと語っている。

## あらすじ
アフリカの草原に住む強くて優しい雄のだちょう・エルフは、動物の子供たちにとても人気があった。エルフもまた子供たちが大好きで、子供たちを背中に乗せて走るのをとても楽しみにしていた。ところがある日、子供たちが獰猛なライオンに襲われ、エルフは子供たちを守るためライオンに戦いを挑んだ。激しい戦いの末、エルフはライオンを追い払って子供たちを守り抜いたが、この戦いでエルフはライオンに片脚を食いちぎられてしまった。
仲間たちは、片脚を失って以前のように草原を走ることが出来なくなったエルフを気遣い、しばらくはエルフのために餌を運んでやっていたが、時が経つにつれて仲間たちの姿もまばらになり、子供たちからも忘れ去られたエルフは次第に痩せ衰えていった。
そんなある日、今度は子供たちが黒豹に襲われた。大好きな子供たちを守るため、エルフは逃げ遅れた子供を背負い、最後の気力を振り絞って黒豹と戦った。そしてついに黒豹が逃げていき、子供たちがエルフにお礼を言おうとすると、そこにはエルフの姿はなく、代わりにエルフと同じ格好をした一本の木が立っていた。その木の下にはきれいな泉ができていた。その泉はエルフの涙でできたのかもしれない。
エルフは片脚で草原に立ったまま木に生まれ変わり、いつまでも子供たちを見守っている。動物たちはその姿を見るたびにエルフのことを思い出すのであった。

## 書誌情報
- 1970年10月初版 ISBN 9784591005361